# 香港十年
《香港十年》(Hong Kong - Ten Years On)是中国中央电视台为配合香港特別行政區成立十周年紀念所拍摄的一部纪录片，以介绍香港自1997年交接以来所发生的变化。该节目于2006年11月开始拍摄，2007年6月，香港特別行政區成立十周年紀念之際的黃金時間在央視一台、四台播出。另外央視九台播放《香港十年》英語版，中央電視台西法語頻道播放西班牙語和法語版。此外，香港電視廣播有限公司(TVB)新聞2台從6月30日至7月7日每晚19:00、翌日2:00、7:00播出，至於明珠台從7月2日至8月27日逢星期一晚20:30播出，以國/粵雙語廣播，並提供中英文字幕。